# Il est six heures ici et midi à New York
Albums de Léo Ferré
La Frime
(1977) La Violence et l'Ennui
(1980)
Il est six heures ici et midi à New York est un album de Léo Ferré, paru en 1979.

## Titres
Textes et musiques sont de Léo Ferré.
| 1. | Des mots             | 10:57 |
| 2. | Les Musiciens        | 4:47  |
| 3. | Ma vie est un slalom | 5:07  |

| 4. | Porno Song                               | 6:06 |
| 5. | La Nostalgie                             | 6:52 |
| 6. | Il est six heures ici et midi à New York | 7:03 |

## Musiciens
- Chœurs & Orchestre symphonique de Milan
  - Violon solo : Giuseppe Magnani
  - Basson solo : Virginio Bianchi
  - Trombone solo : Gian Carlo Corsini

## Production
- Orchestrations et direction musicale : Léo Ferré
- Prise de son : Paolo Bocchi
- Production exécutive : Léo Ferré & Massimo Munter
- Crédits visuels : Alain Marouani (pochette)